# Round Valley (Kalifornia)
Round Valley – jednostka osadnicza w Stanach Zjednoczonych, w stanie Kalifornia, w hrabstwie Inyo.